# Sadruddin Aga Khan
Príncipe Sadruddin Aga Khan, KBE (persa: صدرالّدين آغا خان, Ṣadr ad-Dīn Āghā Khān) (París, 17 de enero de 1933 - Boston, 12 de mayo de 2003) fue un diplomático francés que desempeñó el cargo de Alto Comisionado de las Naciones Unidas para los Refugiados de 1966 a 1977, durante su gestión reorientó el enfoque de la agencia más allá de Europa, en torno a los países en desarrollo de África y Asia, y la preparó para enfrentar asuntos más complejos en relación con los refugiados. Fue partidario de lograr una mayor colaboración entre las organizaciones no gubernamentales (ONG) y las agencias de Naciones Unidas. Su interés en materia de ecología lo condujo a establecer la Fundación Bellerive a finales de los años 1970, encaminada a promover la protección del medio ambiente, la conservación de los recursos naturales y salvaguardar la vida en todas sus formas. También fue un reconocido y respetado coleccionista de arte islámico, según la revista Arts of Asia, llegó a reunir una de las mejores colecciones privadas del mundo.
Nacido en París, Francia, fue hijo del matrimonio del sultán Mahommed Shah Aga Khan, Aga Khan III y la princesa Andrée Aga Khan. Contrajo matrimonio en dos ocasiones, pero no tuvo hijos propios. Murió de cáncer a la edad de 70 años y fue enterrado en Suiza.

## Biografía

### Infancia y educación
Sadruddin Aga Khan nació el 17 de enero de 1933 en Neuilly-sur-Seine, Francia, y fue el único hijo del matrimonio del sultán Mahommed Shah, Aga Khan III, y su tercera esposa, Andrée Joséphine Carron. Realizó sus primeros estudios en Lausana, Suiza, y se graduó Phi Beta Kappa de la Escuela de Artes y Ciencias de la Universidad de Harvard en 1954. Durante su estancia en la universidad compartió alojamiento con Paul Matisse, nieto del pintor impresionista francés Henri Matisse; con John Train, futuro periodista y fundador de la revista The Paris Review; y con Stephen Joyce, nieto del escritor irlandés James Joyce. Después de tres años de investigación de postgrado en el Centro para Estudios del Medio Oriente de Harvard, inició una carrera de servicio internacional que duraría toda la vida.
Aunque tenía raíces europeas porque su madre era francesa, su padre, que fue el 48° imán de los musulmanes ismaelitas nizari, tuvo una fuerte influencia sobre él. Sadruddin acostumbraba recordar: «Mi padre insistió en que aprendiera el Corán y me animó a entender las tradiciones básicas y las creencias del Islam, pero sin imponer cualquier visión particular. Tenía una personalidad aplastante, pero era de mente abierta y liberal».
Junto con el Aga Khan viajó extensamente por los países musulmanes, por lo que tuvo contacto con sus raíces islámicas a una edad temprana y describía a Irán como la cuna de su familia, aunque nunca vivió allí.  Cuando era niño, su abuela paterna solía recitarle los grandes poemas épicos de la historia persa. Tenía las ciudadanías francesa, iraní y suiza. Hablaba fluidamente en francés, inglés, alemán e italiano, y también algo de persa y árabe.

### Vida privada
Su vida estuvo profundamente influenciada por sus raíces familiares y su herencia cultural. Por línea paterna era descendiente directo de Mahoma, el profeta del Islam, por medio de Fátima —hija del profeta— y Ali su primo. Su abuela era nieta del emperador kayar, Fath Ali Shah. Sadruddin estaba muy consciente del importante linaje musulmán de su familia y la herencia de nobleza persa que llevaba en la sangre. Estas ricas tradiciones se entremezclaron y se manifestaron posteriormente en su carrera y búsquedas personales.
El servicio internacional era una tradición familiar y toda la vida se vio rodeado por esta disciplina. Su padre ejerció un rol influyente en la India británica, contribuyó decisivamente a la formación de Pakistán y sirvió dos términos como presidente de la Sociedad de Naciones. El príncipe Alí Khan, hermano mayor de Sadruddin, fue embajador de Pakistán ante las Naciones Unidas. El príncipe Karim Aga Khan —49° imán de los musulmanes ismaelitas y presente Aga Khan—, su sobrino, es fundador y presidente de la Aga Khan Development Network (AKDN), un grupo de agencias para el desarrollo que procuran reforzar a comunidades e individuos para mejorar sus condiciones de vida y oportunidades. El príncipe Amyn, otro sobrino de Sadruddin, también trabajó con las Naciones Unidas, antes de unirse al Secretariado del Aga Khan. La princesa Yasmin, su sobrina, se ha dedicado a la lucha contra la enfermedad de Alzheimer, en honor a la memoria de su madre la actriz Rita Hayworth.
Sadruddin tenía inclinación por las manifestaciones culturales, incluyendo la música, el arte y la literatura. Fue una figura familiar en festivales de música y otros acontecimientos culturales, tanto en Europa como en el resto del mundo. Su preocupación por el medio ambiente se complementaba con su afición por la vida al aire libre, era un buen esquiador y un marinero dotado. Mientras todavía estaba en Harvard en 1953, fue redactor fundador de Paris Review, que fue establecida con el objeto de brindar foro al trabajo creativo original. Cada año la revista concede el Premio Aga Khan para la Ficción —establecido por el Aga Khan III—, para el mejor cuento publicado en el transcurso del año previo.

### Matrimonios
Se casó el 27 de agosto de 1957 en Bellerive, Suiza, con Nina Dyer, una modelo anglo-india y antigua esposa del barón Hans Heinrich Thyssen-Bornemisza. Ella se convirtió al islam, tomando el nombre de «Shirin», que significa dulzura. No tuvieron hijos y se divorciaron en 1962.
Su segundo matrimonio se llevó a cabo en las Antillas británicas en noviembre de 1972. Se casó con Catalina Aleya Beriketti Sursock, nacida en Alejandría, Egipto, en 1938; quien previamente había sido esposa de Cirilo Sursock. No tuvieron hijos, pero con este matrimonio Sadruddin ganó tres hijastros: Alexandre, Marc y Nicholas Sursock.

## Carrera

### Unesco
Sadruddin se unió a la Organización de las Naciones Unidas para la Educación, la Ciencia y la Cultura (UNESCO) en 1958 y fue secretario ejecutivo de su Comité de Acción Internacional para la Preservación de Nubia en 1961. Esta iniciativa reconcilió y permitió que trabajaran juntos arqueólogos de Europa Oriental y Occidental, en la época de la guerra fría. La construcción de la Presa de Asuán amenazó antiguos tesoros egipcios incluyendo Abu Simbel, los templos de Philae y Kalabsha, y las iglesias cristianas de Nubia. Más tarde lo describiría como «uno de los grandes logros de la UNESCO», debido al desafiante contexto histórico en el cual ocurrió —en particular, las tensas relaciones en Oriente Medio y la Guerra Fría—.

### Alto Comisionado de las Naciones Unidas para los Refugiados
Sus inicios en el Alto Comisionado de las Naciones Unidas para los Refugiados (ACNUR), fueron como enviado especial en 1959, con enfoque en el Año Mundial del Refugiado (1959-1960). La iniciativa fue conocida por su Stamp Plan (plan de sello postal), un programa filatélico para reunir fondos por los países miembros de la Organización de las Naciones Unidas, así como el apoyo de la Unión Postal Universal. Los recursos del ACNUR fueron concentrados principalmente en apoyar a los refugiados provenientes de Europa Oriental.
En enero de 1966 fue nombrado Alto Comisionado de las Naciones Unidas para los Refugiados, después de servir tres años como Alto Comisionado Adjunto. Al recibir el nombramiento a la edad de 33 años, se convirtió en la persona más joven en conducir alguna vez el ACNUR. Durante los siguientes doce años dirigió la agencia de refugiados de Naciones Unidas durante uno de sus períodos más difíciles. Coordinó la respuesta internacional a la crisis de Bangladés de 1971, que desarraigó a diez millones de personas; el éxodo de 1972 de cientos de miles de Hutus, de Burundi a Tanzania; y la tragedia de los balseros de Indochina de mediados de los años 1970. En 1972 desempeñó un papel clave en encontrar nuevos hogares para las decenas de miles de asiáticos expulsados de Uganda por Idi Amin.
Su determinación de no discriminar entre los refugiados europeos y los del Tercer Mundo, ayudó a preparar al ACNUR para un cambio en su panorama de las personas desplazadas internacionalmente. Durante los años 1950, entre 200 000 y 300 000 refugiados de origen europeo requirió de ayuda. En los años 1970, los problemas de refugiados europeos fueron resueltos en su mayoría, pero fueron substituidos por millones de personas desplazadas en el tercer mundo. Había ampliado el mandato del ACNUR más allá de su enfoque original en Europa Oriental, extendiendo el alcance de la organización a refugiados de Palestina, Vietnam, Angola y Argelia. A medida que la escala y complejidad de los problemas de los refugiados continuó en aumento, el ACNUR y la comunidad internacional en general fueron posicionándose mejor para adaptarse al cambio. Hacia finales de 1977, cuando dimitió voluntariamente de su puesto, había sido el Alto Comisionado de las Naciones Unidas para los Refugiados con mayor duración en el cargo. Continuó sirviendo en diferentes funciones relacionadas con asuntos humanitarios en representación de Naciones Unidas.

### Carrera diplomática en las Naciones Unidas
Desde 1978, Sadruddin había desempeñado diferentes cargos en las Naciones Unidas, como: Consultor Especial y Encargado de la Misión de la Secretaría General de las Naciones Unidas, Ponente Especial de la Comisión de Derechos Humanos de las Naciones Unidas y Copresidente de la Comisión Independiente sobre Cuestiones Humanitarias Internacionales y del Grupo de Trabajo Independiente para Emergencias Financieras de las Naciones Unidas. Fue después Coordinador de Programas de Ayuda Humanitaria y Económica para las Naciones Unidas relacionados con el pueblo de Afganistán y Delegado Ejecutivo de la Secretaría General para el Programa Humanitario Interinstitucional de las Naciones Unidas, que se ocupa de los problemas de las zonas fronterizas de Irak.
Su nombramiento en septiembre de 1990, como representante Personal del Secretario General de Naciones Unidas para la Ayuda Humanitaria Relacionada con la Crisis entre Irak y Kuwait, requirió de delicadeza diplomática. El presidente de Irak, Saddam Hussein, sospechaba profundamente de las Naciones Unidas y no le agradaba tener que hacer algo que beneficiara a los musulmanes chiitas del país. A pesar de todo, el príncipe Sadruddin fue capaz de negociar satisfactoriamente con el ministro de Asuntos Exteriores, Tariq Aziz, el establecimiento de un programa de apoyo de Naciones Unidas para las decenas de miles de musulmanes chiitas atrapados en pésimas condiciones en los pantanos de Irak del sur.
Fue propuesto dos veces para el cargo de Secretario General de Naciones Unidas. Aunque ganó la mayoría de votos en 1981, la Unión Soviética lo consideró demasiado Occidental y vetó su elección. Cuando fue propuesto nuevamente en 1991, los Estados Unidos y Gran Bretaña manifestaron su desacuerdo con la opinión de Sadruddin de implementar una política para aumentar la ayuda a Irak.

## Protección al medio ambiente y promoción
En 1977, junto con Denis de Rougemont y otros amigos, Sadruddin estableció un grupo de expertos con base en Ginebra llamado Groupe de Bellerive —nombrado así por Bellerive, la localidad donde vivía en Ginebra—, y una organización no lucrativa, la Fundación Bellerive. La fundación colaboró con instituciones internacionales, organizaciones británicas y escandinavas de ayuda bilateral y otras organizaciones no gubernamentales, como el Fondo Mundial para la Naturaleza (WWF). Se convirtieron en un grupo líder, con acciones principalmente encaminadas a promover la protección del medio ambiente, la conservación de los recursos naturales y salvaguardar la vida en todas sus formas.
Al principio, Bellerive trabajó con la Unicef y el Fondo para los Niños de las Naciones Unidas en la lucha contra la deforestación. Sadruddin fue motivado en parte por lo que llamó «refugiados ecológicos», que eran forzados a dejar regiones que ya no podían sustentarlos debido a la desertificación y otros cambios ambientales. La fundación trabajó con especialistas suizos para desarrollar cocinas económicas que se abastecieran de fuentes eficientes de energía renovable, como el metano y el biogás. Estas fueron distribuidas entre poblaciones rurales necesitadas, principalmente en África. Otras áreas de preocupación para Bellerive incluían la proliferación de armas nucleares y la protección de especies amenazadas.
Como residente de Suiza estaba muy preocupado por el impacto del desarrollo turístico insensible y la deforestación de los Alpes europeos. En el Foro Económico Mundial de 1990 lanzó la «Acción Alp», para proteger el ecosistema de montaña y conservar la diversidad cultural y vitalidad de los Alpes. El programa de la Fundación Bellerive estimuló el ecoturismo, con el objetivo de reducir el impacto de los deportes de aventura al aire libre sobre el frágil hábitat alpino. Durante sus años de operación, Acción Alp llevó a cabo satisfactoriamente más de 140 proyectos en siete países, inspirado en el sistema de parques nacionales de las Montañas Rocosas canadienses.
Siendo por muchos años fideicomisario y además antiguo vicepresidente del Fondo Mundial para la Naturaleza, condujo el apoyo de Bellerive a las especies amenazadas. La fundación fue también de las primeras organizaciones en advertir de los peligros potenciales para la salud humana de los modernos métodos de agricultura.
En mayo de 2006, las actividades de la Fundación Bellerive fueron combinadas con las de la Fundación Aga Khan —fundada en 1967 por el príncipe Karim Aga Khan, Aga Khan IV y sobrino de Sadruddin—, con base en Ginebra, para formar el Prince Sadruddin Aga Khan Fund for the Environment (Fondo Príncipe Sadruddin Aga Khan para el Medio Ambiente). El fondo, de US$ 10 millones, es dedicado al encuentro de soluciones prácticas para los problemas ambientales y concentra sus actividades en seis áreas que eran importantes para el príncipe Sadruddin: educación ambiental, manejo de los recursos naturales en zonas frágiles, parques naturales y reservas para la fauna silvestre, crear infraestructura de turismo cultural y ambientalmente apropiada, salud ambiental e investigación.

## Colección de arte
Sadruddin reunió una de las mejores colecciones privadas de arte islámico del mundo. Llegó a convertirse en un coleccionista conocedor y respetado que acumuló una colección invaluable de pinturas, dibujos, manuscritos y miniaturas durante más de 50 años. También reunió una colección de arte primitivo africano que vendió poco antes de 1985.
Su interés en el arte islámico inició desde la juventud, inspirado por la biblioteca de libros persas, textos místicos y tratados astrológicos de su abuela paterna. Durante su estancia en Harvard en los años 1950, inició sus adquisiciones en Nueva York y más tarde con distribuidores en París, Ginebra y Londres. Participó con regularidad en subastas en Sotheby's y Christie's en Europa y Estados Unidos. Para orientarse buscó el consejo de su amigo Stuart Cary Welch, un notable historiador de arte islámico de la Universidad de Harvard.
Su colección es enorme y diversa e incluye piezas árabes, persas, turcas e indias que datan del siglo X. Un ejemplo de ella es una página del Corán originaria de África del norte, que está escrita con letras de oro en caligrafía cúfica y tiene más de 1000 años de antigüedad. Sus raíces persas estaban bien representadas por especímenes caligráficos, así como pictóricos, que reflejan una amplia gama de períodos y patrones dinásticos. También se incluyen varios ejemplares de caligrafía otomana, manuscritos y pinturas.
A través de los años, se han exhibido piezas de su colección en Nueva York, Londres y Zúrich y también formaron parte del espectáculo turístico «Príncipes, Poetas y Paladines», que fue organizado por el Museo británico en 1998. La colección completa se alojó en el Museo Aga Khan, establecido en Toronto por el sobrino de Sadruddin, el Aga Khan IV.

## Premios y condecoraciones
Sadruddin fue receptor de varios doctorados honorarios y condecoraciones nacionales provenientes de estados tan diversos como Pakistán, Polonia o la Santa Sede y también recibió el Premio de Derechos Humanos de las Naciones Unidas.
Fue ciudadano honorario de Patmos, Grecia, donde poseía una residencia; Burgués de Honor de Ginebra; Comandante de la Legión de Honor en Francia; receptor de la Pontificia Orden de San Silvestre por la Santa Sede; receptor de la Orden de la Estrella de Nilo de Egipto;  fue nombrado Caballero Comandante de la Orden del Imperio Británico por sus servicios a las causas humanitarias y las artes; y miembro extranjero honorario de la Academia Americana de Artes y Ciencias.

## Muerte y remembranzas
Sadruddin murió de cáncer el 12 de mayo de 2003 en Boston, Massachusetts; casualmente el mismo día que murió su medio hermano Alí Khan cuarenta y tres años antes. Su cuerpo fue transportado a Suiza, desde donde se invitó a los miembros del cuerpo diplomático, representantes gubernamentales y amigos íntimos a presentar los últimos respetos en el castillo de Bellerive y a firmar libros de condolencias en diferentes ubicaciones alrededor del mundo. Ruud Lubbers, entonces Alto Comisionado de las Naciones Unidas para los Refugiados, expresó la tristeza del ACNUR y la comunidad humanitaria entera con este comentario: «Dejó una huella indeleble en la historia del ACNUR —administrando la agencia durante momentos sumamente conflictivos. El nombre de Sadruddin se convirtió en sinónimo de ACNUR».
Conforme a sus deseos, el entierro se realizó en una ceremonia privada con la asistencia de los miembros de su familia. Las ceremonias musulmanas tradicionales fueron conducidas por el jeque Ahmed Ahmed Ibrahim, quien está a cargo de las oraciones en el mausoleo del padre del príncipe, el Aga Khan III, en Asuán, Egipto. Los últimos respetos se rindieron bajo los arcos del Castillo de Bellerive, antes de que llevaran el féretro al cementerio local de Collonge-Bellerive. En un tributo del Cantón de Ginebra se lee: «El destino de esta familia de alta nobleza persa, descendiente del profeta Mahoma, está inextricablemente unido a esta pequeña ciudad europea y a un ambicioso proyecto para mejorar las condiciones humanas».
La comunidad de las Naciones Unidas celebró la vida del príncipe Sadruddin en una ceremonia conmemorativa en su honor que se realizó en su oficina central en Nueva York el 28 de octubre de 2003. Fue recordado por representar el lado moral y compasivo de la comunidad internacional. El entonces Secretario General de Naciones Unidas, Kofi Annan, comentó: «Él combinó el respeto hacia el género humano con la preocupación por nuestro medio ambiente. Trabajó para el pobre y el desposeído, celebrando a la humanidad por medio de la cultura y el arte». Concluyó su tributo elogiando al príncipe Sadruddin como «un modelo a imitar por muchos de nosotros ... su ejemplo seguirá inspirando a nuevos ciudadanos de todo el mundo por varias generaciones».
Fue el deseo del príncipe Sadruddin y su esposa, que sus restos mortales descansaran finalmente en suelo musulmán, en Egipto.